# Němčičky u Brna
Němčičky (deutsch Klein Niemtschitz) ist eine Gemeinde in Tschechien. Sie liegt in Südmähren im Okres Brno-venkov (Bezirk Brünn-Land), 20 km südlich von Brünn.

## Geographie
Das Straßendorf mit Dreiecksanger liegt linksseitig der Jihlava in, 220 m ü. d. M.
Nachbarorte sind Mělčany (Mieltschan) im Norden, Bratčice (Bratschitz) und Sobotovice (Sobotowitz) im Nordosten, Ledce (Laatz) im Osten, Medlov (Mödlau) im Südosten, Malešovice (Malspitz) im Süden, Kupařovice (Kuprowitz) im Südwesten, Trboušany (Pausche) im Westen sowie Pravlov (Prahlitz) im Nordwesten.

## Geschichte
Die Anlage des Ortes und die „ui“- Mundart (bairisch-österreichisch) mit ihren speziellen Bairischen Kennwörtern, weist auf eine Besiedlung durch bayrische deutsche Stämme hin, wie sie vor allem im 12/13. Jahrhundert erfolgte. Der Ort wurde 1349 erstmals und 1416 erneut in einer lateinischen Urkunde als „Nyemczycz, Prope Pogorzelicz“ und in einer Brünner Urkunde „Nyempcziczka“ am 11. Juli 1441 genannt. Seit 1500 erscheint die Schreibweise „Nembschitz“ oder „Nempcziss“, so auch im 1771 angelegten Bergbuch. Von 1417 bis 1848 gehörte das Dorf zur Herrschaft Kanitz. Klein Niemschitz war von 1562 bis 1622 einer der Mittelpunkte der südmährischen Täuferbewegung. Bis 1565 lebte deren Bischof, der Seilermeister Leonhard Lanzenstiel, im Ort.
Im Dreißigjährigen Krieg hatte die Bevölkerung viel zu erleiden, bewirtschaftet blieben nur mehr 24 Häuser. Im Jahre 1622 wurde die Täufer (Hutterer) des Landes verwiesen und zogen daraufhin nach Siebenbürgen weiter. Der Ort führt seit 1634 Matriken. Onlinesuche über das Landesarchiv Brünn. Im Jahre 1884 wird eine einklassige Schule im Ort errichtet. Um 1900 wurde eine Wassergenossenschaft zum Bau eines Igeldamms zum Schutz der Felder gegen jährliche Überschwemmung gegründet. Die Einwohner von Klein-Niemtschitz lebten größtenteils von der Landwirtschaft. Angebaut werden alle Getreidearten, Zuckerrüben, Gemüse und Obst. Schmied, Schlosser, Zimmermann finden sich als Handwerker. Ebenso gibt es eine Brennmühle, welches das größte Wasserrad Mährens besitzt.
Nach dem Ersten Weltkrieg zerfiel der Vielvölkerstaat Österreich-Ungarn. Die Bewohner von Klein-Niemtschitz waren im Jahre 1910 zu 96 % Deutschsüdmährer. Der Friedensvertrag von Saint Germain erklärte den Ort zum Bestandteil der neuen Tschechoslowakischen Republik. In der Zwischenkriegszeit kam es zu einem vermehrten Zuzug von Personen mit tschechischer Nationalität. Die Elektrifizierung des Ortes erfolgte im Jahre 1930. Nach dem Münchner Abkommen 1938, in dem die sudetendeutschen Gebiete an Deutschland abgetreten wurden, rückten im Oktober deutsche Truppen im Ort ein, der bis 1945 zum Reichsgau Niederdonau gehörte. Im Jahr 1940 wurde ein Kindergarten eröffnet.
Nach dem Ende des Zweiten Weltkrieges, welcher 20 Opfer unter den Einwohnern forderte, kam die Gemeinde wieder zur Tschechoslowakei zurück. Bei den einsetzenden Nachkriegsexzessen kamen fünf Zivilpersonen zu Tode. Zwischen März und September 1946 wurden 203 deutschmährische Ortsbewohner in sechs Transporten nach Deutschland zwangsausgesiedelt. Vier Familien verblieben im Ort, vier Familien fanden in Österreich, eine in USA und die restlichen Klein-Niemschitzer in Deutschland ein neues Zuhause.

## Wappen und Siegel
Das älteste erhaltene Siegel weist eine Urkunde vom 21. April 1509 aus. Es zeigt ein Rundschild mit zwei schräggekreuzten Rebzweigen mit je einer Traube und über den Reben ein Winzermesser. Im 18. Jahrhundert wurde dieses Siegel vereinfacht und zeigte in der Umschrift „GEMEINDE KLEIN NEMTSCHITZ“ ein Schild mit einem Pflugeisen darin. Ab 1848 verwendete der Ort nur noch einen bildlosen Gemeindestempel.

## Bevölkerungsentwicklung
| Volkszählung                                                                  | Häuser | Einwohner insgesamt | Volkszugehörigkeit der Einwohner | Volkszugehörigkeit der Einwohner | Volkszugehörigkeit der Einwohner |
| Jahr                                                                          | Häuser | Einwohner insgesamt | Deutsche                         | Tschechen                        | andere                           |
| ----------------------------------------------------------------------------- | ------ | ------------------- | -------------------------------- | -------------------------------- | -------------------------------- |
| 1793                                                                          | 40     | 246                 |                                  |                                  |                                  |
| 1836                                                                          | 47     | 255                 |                                  |                                  |                                  |
| 1869                                                                          | 57     | 306                 |                                  |                                  |                                  |
| 1880                                                                          | 59     | 318                 | 298                              | 20                               | 0                                |
| 1890                                                                          | 63     | 341                 | 323                              | 18                               | 0                                |
| 1900                                                                          | 67     | 312                 | 289                              | 23                               | 0                                |
| 1910                                                                          | 71     | 315                 | 301                              | 14                               | 0                                |
| 1921                                                                          | 69     | 321                 | 276                              | 39                               | 6                                |
| 1930                                                                          | 73     | 333                 | 280                              | 51                               | 2                                |
| 1939                                                                          |        | 359                 |                                  |                                  |                                  |
| Quelle: 1793, 1836, 1850 aus: Südmähren von A–Z, Frodl, Blaschka              |        |                     |                                  |                                  |                                  |
| Sonstige: Historický místopis Moravy a Slezska v letech 1848–1960, sv.9. 1984 |        |                     |                                  |                                  |                                  |

## Sehenswürdigkeiten
Im Jahr 1903 wurde eine Marienkapelle mit einem in Tirol gearbeiteten Altar errichtet und 1904 geweiht.